# Bérigny
Bérigny é uma comuna francesa na região administrativa da Normandia, no departamento Mancha. Estende-se por uma área de 11,97 km². Em 2010 a comuna tinha 435 habitantes (densidade: 36,3 hab./km²).